# Жермен де Сен-Пьер, Эрнест

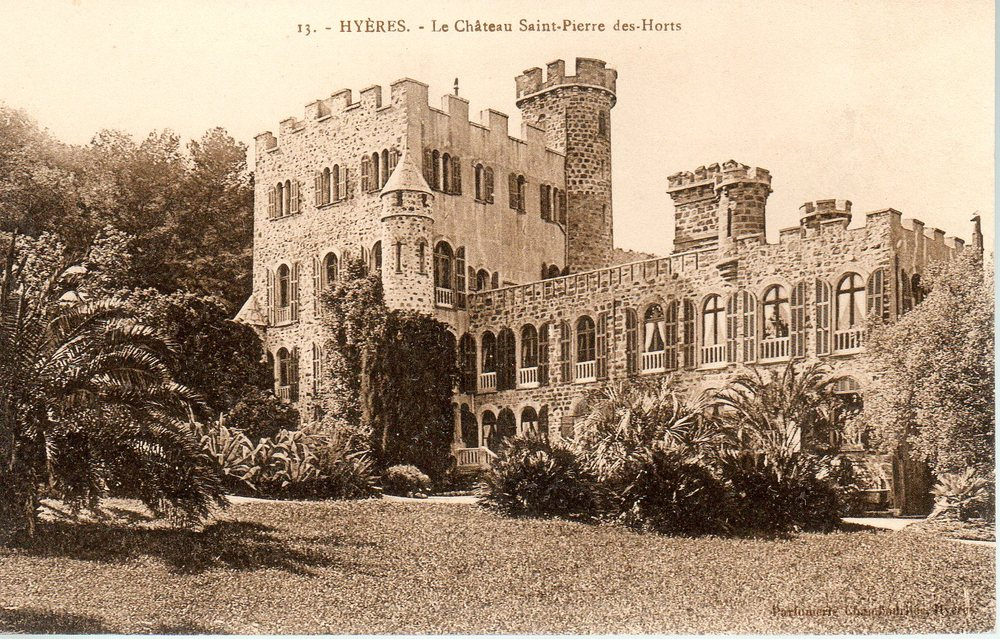
Saint Pierre des Horts, 1924.

Жак Николя́ Эрне́ст Жерме́н де Сен-Пьер (фр. Jacques Nicolas Ernest Germain de Saint-Pierre или фр. Ernest Germain, 1815 — 1882) — французский ботаник, миколог и врач.

## Биография
Жак Жермен родился в 1815 году.
Он был одним из пятнадцати ботаников-основателей Ботанического общества Франции (SBF), которое было основано 24 мая 1854 года, и был его президентом в 1870 и 1871 году.
В 1857 году он построил неосредневековый замок Saint Pierre des Horts.
Жак Жермен умер в Йере в 1882 году.

## Научная деятельность
Жак Жермен специализировался на папоротниковидных, водорослях, семенных растениях и на микологии.

## Некоторые публикации
- Guide du botaniste ou Conseil pratique sur l'étude de la botanique — Victor Masson — Paru en 1852.
- Nouveau Dictionnaire de  botanique comprenant la description des familles naturelles, les propriétés médicales et les usages économiques des plants, la morphologie et la biologie des végétaux (étude des organes et étude de la vie) — 1870.
- Flore des environs de Paris, 1861, ouvrage écrit en collaboration avec E. Cosson[5].
- Indicateur topographique et médical de Hyères en Provence par le Docteur — Hyères, Imprimerie de Cruvès, 1861.